# ガエターノ・ブルネッティ
ガエターノ・ブルネッティ（Gaetano Brunetti, 1744年 ファーノ – 1798年12月16日 マドリード郊外コルメナル・デ・オレハ）は、カルロス3世ならびに4世治下のスペインで活躍したイタリア人作曲家。スペイン宮廷や西欧の一部で音楽的な影響力を発揮したものの、存命中に出版された作品はごくわずかで、歿後にもほとんど作品が出版されなかった。

## 略歴
正確な年代は不明だが、ピエトロ・ナルディーニに師事する。1762年頃にマドリードに移住。1767年よりスペイン王家の宮廷楽団員となり、生涯にわたってその地位にあった。同年、カルロス3世の王太子（アストゥリアス公）付きヴァイオリン教師ならびに音楽指南役に選任され、1779年にアランフエス王宮演奏会の指揮者に任命された。
1788年にカルロス3世が崩御し、カルロス4世が即位する。新国王は大変な好楽家であり、自分の娯楽だけのために、「王宮室内合奏団（スペイン語: musicos de la real camera）」を設立して、演奏させた。その顔触れは、ブルネッティ（ヴァイオリン担当）とその子フランシスコ（チェロ担当）、マヌエル・エスピノーサ（チェンバロ担当）であった。1795年に引き続いて「王宮室内管弦楽団」が結成されると、ブルネッティは指揮者に任命された。

## 作風
ブルネッティはもっぱら弦楽器やオーケストラのために作曲した。451曲に上る作品の大半が、小編成のための室内楽曲や、宮廷オーケストラのための交響曲である。種々の楽器編成は、楽器の扱いの多様性を表している。吹奏楽曲や声楽曲は数少ない。鍵盤楽器のための独奏曲は伝わっていない。
作品は、優美な旋律と周期的なフレーズゆえに、初期古典派音楽の形式や慣習を尊重したものではあるが、より進歩的な要素や折衷的な要素も取り入れられている。作品の特徴はふんだんに盛り込まれたコントラストにあり、気分の素早い切り替えや、強弱の鋭い対比、突然の転調といった要素が、すぐに連続して交替する。ブルネッティはソナタ形式を非常に柔軟に、型に囚われずに扱った。
ブルネッティ作品は、その数にもかかわらず、現代の出版譜が欠乏しているために一握りほどの録音しか発表されていない。コンチェルト・ケルンによる交響曲集と、シュパンツィヒ四重奏団による弦楽四重奏曲集が、中でも主要な音源となっている。
現在ブルネッティの名はルイジ・ボッケリーニとの確執から生まれた「交響曲第33番～変人（Il maniatico ）～」の作曲者として知られている。詳しくは「ルイジ・ボッケリーニ」の項を参照。

## 主要作品一覧

### 宗教曲
- ミサ曲（1）
- ミゼレーレ（1）
- エレミアの哀歌（3）

### 声楽曲
- 演奏会用アリア

### 管弦楽曲
- ガルシア・デル・カスタニャル（Garcia del Castañal）の喜劇のための付随音楽
- 演奏会用序曲（6）
- 交響曲（32）
- 協奏交響曲（4）
- 管弦楽のための変奏曲
- 12のコントルダンス
- 18のメヌエット
- 7つの行進曲
- 8つのギャロップ

### 室内楽曲
- ヴァイオリン・ソナタ（67）
- ヴィオラ・ソナタ（1）
- 三重奏曲（30）
- 弦楽四重奏曲（50）
- 六重奏曲（12）
- 弦楽合奏のための嬉遊曲（23）

## 参考資料・出典
- Brunetti, Gaetano; Jenkins, Newell, editor (1979). Nine symphonies : 9, 16, 20, 21, 26, 28, 34, 35, 36. New York: Garland Publishing. ISBN 0-8240-3801-0. OCLC 5838860
- Belgray, Alice B. and Newell Jenkins. "Brunetti [Bruneti], Gaetano [Caetano, Cayetano]", Grove Music Online
- J. Subira: "El compositor Iriarte (1750-1791)" Barcelona 1949/50.
- C. Johannson: "French Music Publishers´Catalogue of the Second Half of the Eighteenth Century", Stockholm 1955.
- G. Chase: "The Music of Spain", N.Y. 1959.
- Alice Belgray: "Gaetano Brunetti: an exploratory bio-bibligraphical study", Dissertation University of Michigan 1970.
- W. Newman: The Sonata in the Classical Era", Chapel Hill 1963.
- G. Labrador: "Gaetano Brunetti (1744-1798). Catálogo crítico, temático y cronológico". AEDOM, 2005.